# Acalolepta stictica
Acalolepta stictica es una especie de escarabajo longicornio del género Acalolepta, tribu Monochamini, subfamilia Lamiinae. Fue descrita científicamente por Breuning en 1948.
Se distribuye por Sumatra. Mide aproximadamente 20 milímetros de longitud.